# Cultura ball

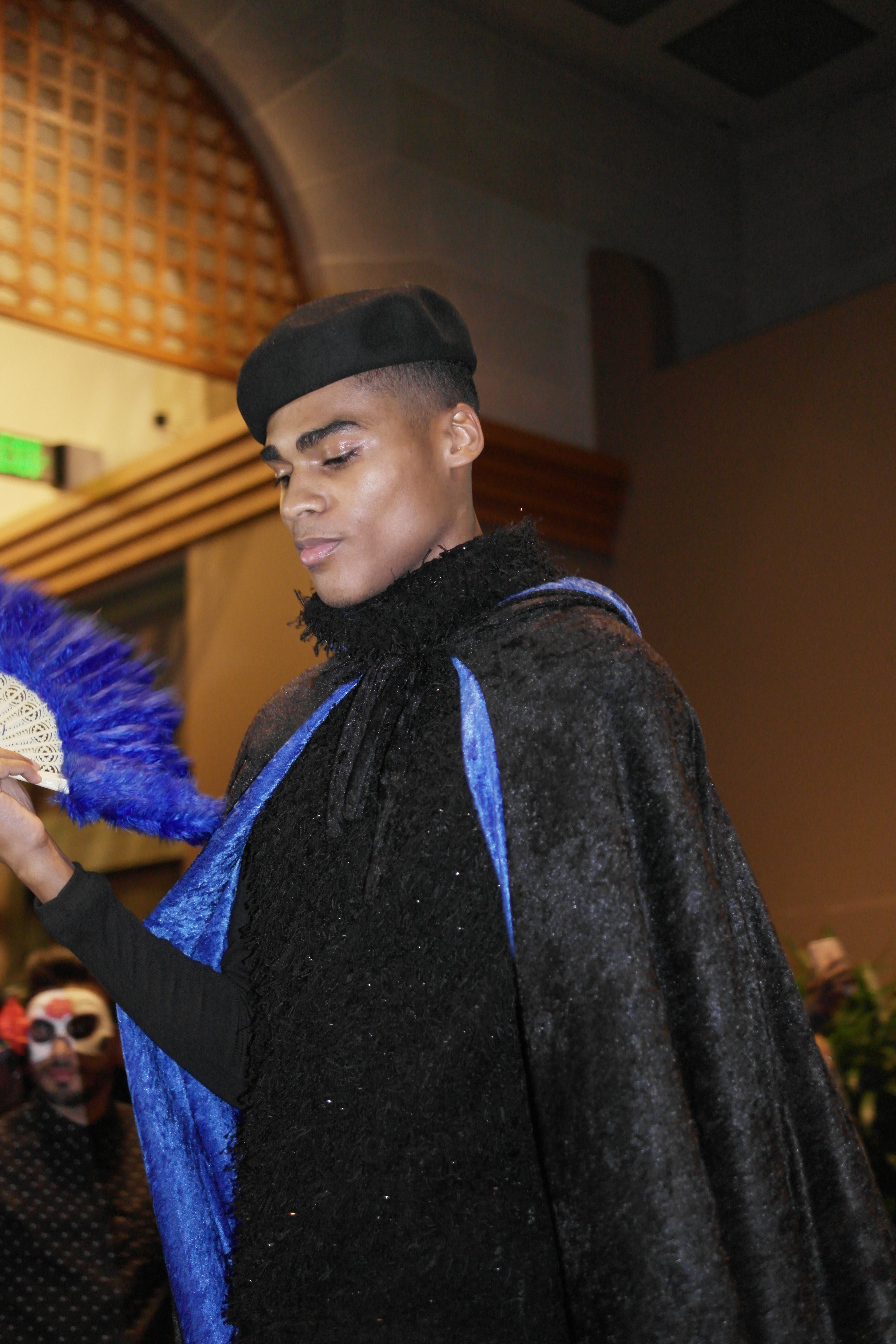
Concursante en un ball en el Museo Nacional de Arte Africano, 2016.

La cultura ball (también conocida como cultura del ball drag, comunidad house-ballroom, escena del ballroom, cultura del ballroom o términos similares) describe una subcultura LGBTQ+ clandestina de jóvenes afroestadounidenses y latinos que se originó en la ciudad de Nueva York, Estados Unidos. A fines del siglo XIX, los miembros de la comunidad clandestina LGBTQ+ en las grandes ciudades comenzaron a organizar sus propios bailes de máscaras de travestismo, tanto en oposición a las leyes que prohibían a las personas usar ropa asociada con el género opuesto como a los bailes de travestismo anteriores que, aunque integrados racialmente para los participantes, generalmente fueron dirigidos y juzgados por personas blancas.
Los asistentes bailan, hacen vogue, caminan, posan, actúan, sincronizan los labios y modelan en numerosas categorías de competencia de drag y performance para trofeos y premios. Muchos participantes en la cultura ball también pertenecen a grupos conocidos como "casas", donde familias elegidas de amigos viven juntas en hogares, formando relaciones y comunidades separadas de sus familias de origen, de las que pueden estar alejados.

## Historia
Genny Beemyn escribió en su libro Trans Bodies, Trans Selves que los miembros de la comunidad clandestina LGBTQ+ en las grandes ciudades de finales del siglo XIX comenzaron a organizar bailes de máscaras conocidos como "drags" en desafío directo a las leyes que prohíben a los ciudadanos usar ropa del sexo opuesto. William Dorsey Swann, la primera persona que se describió a sí misma como drag queen, organizó una serie de bailes de drag en Washington D. C. durante las décadas de 1880 y 1890. La mayoría de los asistentes a las reuniones de Swann eran hombres que anteriormente estuvieron esclavizados. Debido a que estos eventos eran secretos, las invitaciones a menudo se hacían discretamente en lugares como la YMCA. Swann fue arrestada en redadas policiales en numerosas ocasiones, incluso en el primer caso documentado de arrestos por suplantación de identidad femenina en los Estados Unidos, el 12 de abril de 1888.
En su ensayo Spectacles of Colors, Langston Hughes describe su experiencia en un baile de travestis de Nueva York en la década de 1920:

"El más extraño y llamativo de todos los espectáculos de Harlem en los años 20, y aún el más extraño y llamativo, es el baile anual del Hamilton Club Lodge en el Rockland Palace Casino. Una vez asistí como invitado de A'Lelia Walker. Es el baile donde los hombres visten como mujeres y las mujeres como hombres. Durante el apogeo de la era del Nuevo Negro y la invasión turística de Harlem, estaba de moda que la intelectualidad y los líderes sociales tanto de Harlem como del centro de la ciudad ocuparan palcos en este baile y miraran hacia abajo. arriba en la multitud extrañamente variada en la pista de baile, hombres con vestidos sueltos y tocados de plumas y mujeres con esmóquines y trajes de caja". —-Langston Hughes

El primer baile conocido en el Hamilton Lodge fue integrado racialmente, en un momento en que se defendía la segregación racial en los Estados Unidos. Aunque el baile estaba integrado, el racismo seguía presente. Pocos artistas negros recibieron premios. No había jueces negros y muchos creían que los bailes estaban amañados para que solo los blancos pudieran ganar. Esta discriminación racial llevó a los asistentes negros y latinos a formar sus propios bailes, y la cultura moderna del ballroom comenzó a desarrollarse en Harlem a fines de la década de 1960 y se expandió rápidamente a otras ciudades importantes. En Nueva Orleans en la década de 1950, aparecieron en las celebraciones de Mardi Gras como krewes. The Sons of Tennessee Williams, un documental de Tim Wolff estrenado en 2010, sigue su historia.
La cultura ball se capturó por primera vez y se mostró a una audiencia mayoritaria en el documental Paris is Burning (1990) de Jennie Livingston. Con el auge de las redes sociales, la cultura ball ha emigrado a países como Canadá, Japón y el Reino Unido.

## Competición

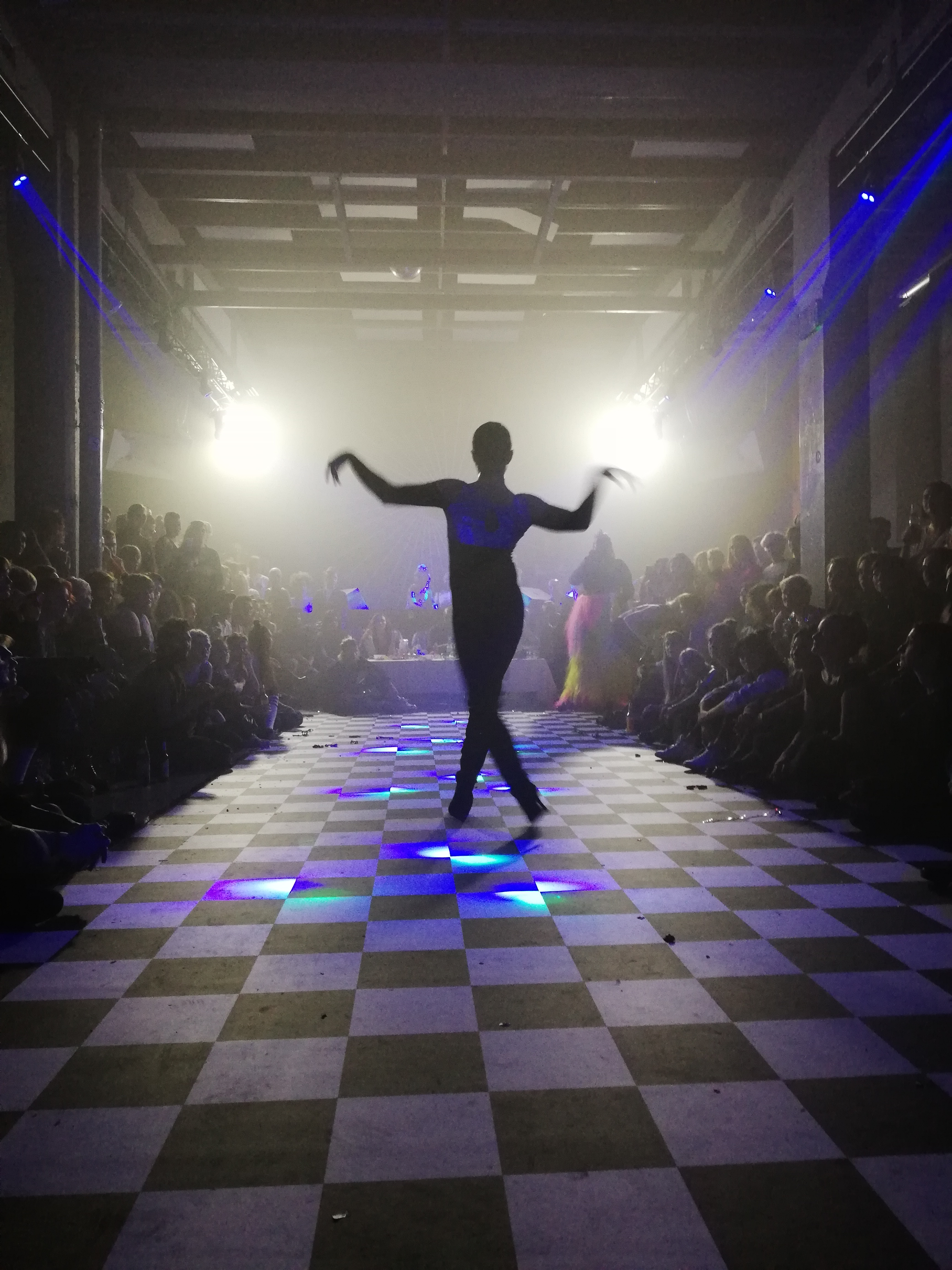
Participante caminando hacia los jueces en un ball en Berlín en 2018.

Para competir entre sí, las Casas "caminan" en bailes juzgadas por sus habilidades de moda, disfraces, apariencia y actitud. Los participantes se visten de acuerdo con la categoría en la que están compitiendo y se espera que muestren una "realidad" adecuada o adherencia a la categoría. Los bailes están influenciados por la moda y la música hip hop. Los bailes más grandes pueden durar hasta diez horas, con docenas de categorías en una sola noche.
Algunos trofeos miden hasta 3,7 metros de altura y el ganador del gran premio puede ganar 1000 dólares o más. Algunas caminatas competitivas involucran el travestismo, mientras que otras se esfuerzan por acentuar la masculinidad de un participante masculino o la feminidad de una participante femenina como una parodia de la heterosexualidad. El voguing consta de cinco elementos: duckwalk, pasarela, manos, trabajo en el suelo y giros y fondos.

### Categorías
Algunas categorías incluyen:
- Butch Queen Vogue Fem/Female Figure Performance: utilizar los elementos de voguing de las manos, la pasarela, el duckwalk, el desempeño en el piso, los giros y las inmersiones.
- Butch Queen (BQ) Realness: juzgado por la capacidad de los participantes para mezclarse con los hombres heterosexuales.
- Femme Queen (FQ) Realness: se juzga según la capacidad de los participantes para mezclarse con mujeres cisgénero.
- Realness With a Twist (Twister/RWT): juzgado por la capacidad de los participantes para mezclarse con los heterosexuales, y luego volver a realizar voguing como una reina femenina.
- Runway: juzgado por la capacidad de los participantes para caminar como una supermodelo. Desglosado en diferentes categorías: All-American, Women, Butch Queen in Drags (BQID), European y FQ.
- Bizarre: juzgado por la creatividad de los participantes para diseñar un disfraz basado en una categoría solicitada.
- Labels: juzgadas por las etiquetas que lleva un participante, su autenticidad y el aspecto general.
- BQ/FQ/FF Face: juzgar la estructura facial, la piel y los dientes de un participante según los estándares de la belleza clásica. Los jueces examinan los ojos, la nariz, los dientes, los labios y la estructura de la cara. Si bien la categoría puede requerir un efecto, en última instancia, los jueces solo mirarán la cara de un competidor, que no debe tener mucho maquillaje y debe verse impecable.
- BQ/FQ/FF Sex Siren: juzgar el atractivo sexual de los participantes y qué tan bien pueden persuadir, provocar y excitar a los jueces. Algunos lo hacen despojándose de toda su ropa, otros lo hacen a través de bailes eróticos y algunos combinan los dos para intentar ganar.
- Body: esta categoría trata sobre la estructura del cuerpo. Los jueces buscarán a alguien que tenga un cuerpo bien definido. No debe confundirse con sensualidad, ya que hay una categoría completamente diferente para eso.
- Commentator vs. Commentator: permite a los aspirantes a maestros de ceremonias (y actuales) mostrar su habilidad para rapear y rimar sobre un ritmo.
- Butch Queen up in Pumps: similar a Labels o Runway, con tacones altos.
- Hands Performance: usar las manos para contar una historia.
- Virgin Vogue: categoría de vogue para participantes que llevan menos de un año practicando voguing.
- Beginner's Vogue: categoría Vogue para participantes que llevan menos de dos años practicando voguing.
- Virgin Runway: Pasarela para participantes que han estado caminando por menos de un año.
- Beginner's Runway: pasarela para participantes que han estado caminando por menos de dos años.
- Best Dressed: juzgado por la ropa ostentosa de un participante.
- Legendary/Iconic Categories: categorías estelares solo para leyendas e íconos.
- Women's Vogue: mujeres que hacen voguing.

## Influencias

### Baile
La influencia más notable de la cultura ball en la sociedad en general es el voguing, un estilo de baile que se originó en los salones de baile de Harlem durante la segunda mitad del siglo XX. Apareció en el video de «Vogue» de Madonna, lanzado en 1990 (un año antes del documental Paris Is Burning). El grupo de baile Vogue Evolution, de America's Best Dance Crew, ha vuelto a despertar el interés por el voguing.
El voguing comenzó en los drag balls organizado por la comunidad queer de color. Los concursos se dividían en Casas que luego competían en diferentes categorías, en la que una de las categorías era la de voguing. Llamado así por la revista Vogue, el voguing requería que los bailarines reflejaran las poses de las modelos, con énfasis en los movimientos de brazos y manos. Los bailarines interpretan escenas elaboradas como maquillarse o recibir llamadas telefónicas mientras bailan por la pasarela. El bailarín y coreógrafo Willi Ninja ha sido reconocido como el "abuelo del vogue" y el baile, así como el propio Ninja, fueron cubiertos en el documental Paris is Burning.

### Lenguaje
El legado de la cultura ball en el drag actual es extenso. El lenguaje que surgió de él es común entre la comunidad LGBTQ+ en su conjunto (términos como "lectura" ["reading"] y "sombra" ["shade"] que significan insultos utilizados en batallas de ingenio y "derramar té" ["spillling tea"] que significa chismorrear). El uso de categorías y la evaluación se pueden ver en programas de telerrealidad populares como RuPaul's Drag Race. La estructura de casas es ampliamente utilizada entre las drag queens de hoy, así como las nociones asociadas de comunidad y familia. Las actitudes de desafío y subversión que fueron necesarias para los participantes negros, latinos, queer y trans, mientras navegaban por la discriminación, la exclusión y los estragos de la epidemia del SIDA, forman una parte esencial de la cultura drag en su conjunto.
Los términos de la cultura ball a veces se usan de manera más general; "drag mother" puede aplicarse a cualquier drag queen en una función de tutoría, y "drag house" puede referirse a un grupo de artistas drag aliados personal o profesionalmente. "Fierce" y "fierceness", "work it" y "working it", "fabulous" y "fabulousness" se escuchan en la película Paris Is Burning y aparecen en la letra de "Supermodel (You Better Work)", un éxito de 1992 de la drag queen RuPaul. Estos términos se han utilizado más ampliamente en el argot LGBT, la jerga de la industria de la moda y el lenguaje coloquial convencional.

### Música
Un elemento clave de la cultura ball es también la música, que generalmente se caracteriza por ritmos definidos y acelerados que se superponen con los "raps" de los comentaristas o maestros de ceremonias. Las letras son tan estilizadas como los ritmos y, a menudo, elogian la rareza y la feminidad a través de un lenguaje típicamente vulgar y el uso de palabras como "cunt" y "pussy". Históricamente, la música que se presenta en los bailes ha sido lo que es popular dentro de la comunidad LGBT negra en ese momento, desde disco, música de club, house, rap y R&B. La música house, el sonido principal de los balls, siempre supera los 120 latidos por minuto y tiene raíces africanas, lo que se refleja en el ritmo.
Hoy en día, es común que los clásicos más antiguos de la casa como "Work This Pussy" de Ellis D, "Cunty" de Kevin Aviance y "The Ha Dance" de Masters at Work se remezclen en nuevos éxitos de la ola actual por parte de DJs y productores. Los DJs Vjuan Allure, un pionero del ballroom, y MikeQ fueron algunos de los DJ que se considera que desarrollaron el sonido del ballroom. En general, la cultura ball ha sido terreno fértil para nuevas formas de música house y otros géneros de electronic dance music a través de sus DJ. La cultura también ha influido en una ola de artistas de hip hop queer como Zebra Katz, House of Ladosha y Le1f.

### Moda
La cultura ball ha influido en "la sexualidad de pavo real súper inflada" del hip hop convencional contemporáneo. Un profesor de la Universidad de Nueva York dijo sobre la cultura negra gay: "La manía queer actual por la fabulosidad del gueto y el bling enmascara su relación elemental pero silenciosa con impulsos aún más queer hacia la fabulosidad en la década de 1980".